# 590739 Miloslavov
590739 Miloslavov este o planetă minoră (asteroid) din centura de asteroizi. A fost descoperită pe 18 septembrie 2012 la Observatorul Mount Lemmon de  și a fost numită după Miloslavov. 
Obiectul prezintă o orbită caracterizată de o semiaxă mare de 2,7527206211798 UAi, o excentricitate de 0,12614715867696, o înclinație de 5,5180256004967 ° în raport cu ecliptica.